# Jan Kurusza Worobjew
Jan Kurusza Worobjew (ur. 1879, zm. 1940) – polski artysta fotograf, portrecista. Członek rzeczywisty Fotoklubu Polskiego. Prezes Zarządu Związku Fotografów Wileńskich.

## Życiorys
Jan Kurusza Worobjew związany z wileńskim środowiskiem fotograficznym, mieszkał i pracował w Wilnie – fotografował od 1912 roku. Miejsce szczególne w jego twórczości zajmowała fotografia portretowa. Związany z profesjonalną fotografią wileńską od 1917 roku – wówczas otworzył w Wilnie własny zakład fotograficzny. 
Fotografie Jana Kuruszy Worobjewa były prezentowane na wielu krajowych i międzynarodowych wystawach (salonach) fotograficznych – w Polsce i za granicą (m.in. w I Międzynarodowym Salonie Fotografii Artystycznej w Warszawie, w 1927 roku). Jego prace były wiele razy doceniane akceptacjami, medalami, nagrodami, wyróżnieniami (m.in. otrzymał srebrny medal w Wszechrosyjskim Konkursie Fotografii Artystycznej w Moskwie, w 1914 roku oraz złoty medal w Ogólnopolskiej Wystawie Fotografii Artystycznej Światłocień w Poznaniu, w 1923 roku). 
Jan Kurusza Worobjew był wieloletnim prezesem Zarządu Związku Fotografów Wileńskich, w czasie późniejszym starszym cechu oraz przewodniczącym Mistrzowskiej Komisji Egzaminacyjnej w Wilnie. W 1931 roku został zaproszony i przyjęty w poczet członków rzeczywistych Fotoklubu Polskiego. Zginął podczas działań wojennych w 1940 roku.